# Arba Minch
Arba Minch, qui signifie en amharique « quarante sources » (également appelée Gantar ou Minghi), est une ville et un woreda du sud de l'Éthiopie située  environ 500 km au sud d'Addis-Abeba. Après avoir été la capitale de l'ancienne province de Gamu-Gofa puis le chef-lieu de la zone Gamo Gofa dans la région des nations, nationalités et peuples du Sud, Arba Minch est désormais le chef-lieu de la zone Gamo dans la région Éthiopie du Sud.
Arba Minch a reçu son nom des nombreuses sources locales et ses cours d'eau souterrains qui s'écoulent sous les forêts avoisinantes. Situe à l'ouest de la vallée du Grand Rift, Arba Minch se compose d'un centre administratif et d'un quartier commercial et résidentiel qui s'étend sur 4 km. À l'est de la ville se trouve l'entrée du parc national de Nech Sar, qui recouvre l'isthme reliant le lac Abaya au nord et le lac Chamo au sud.
Jusqu'en 1966, la ville n'était accessible par une route en terre que par temps sec, celle-ci ayant été goudronnée depuis. La ligne téléphonique qui relie Arba Minch à la capitale fut mise en service le 15 juillet 1967 et couta 250 000 birr La ville est réputée pour sa production de fruits, notamment les mangues, bananes, oranges, pommes, goyaves et pamplemousses, mais également pour sa ferme d'élevage de poissons. La ville accueille l'Université Arba Minch et le synode de l'église évangélique éthiopienne Mekane Yesus. La ville est desservie par un aéroport.

## Histoire
Arba Minch succéda à la ville de Chencha comme capitale de l'ancienne province de Gamu-Gofa et elle conserva ce titre jusqu'à la réorganisation du pays en régions en 1995.
Une mission norvégienne luthérienne s'installa à Arba Minch en 1970, et fonda une école de commerce qui fut ensuite prise en charge par l'Église Mekane Yesus. Au début de la révolution éthiopienne, quatre personnes furent tuées dans des combats avec la police le 28 mars 1974.
Le 6 mai 1992, une usine de textile ayant coûté 193 millions de birr fut inaugurée en présence du premier ministre Tamrat Layne.
Arba Minch accueille chaque année le 'Festival des 1000 Stars' (shi kokeboch), un concert organisé par l'association britannique One Heart et une association locale d'art et de musique, destiné à aider les peuples de la région à s'en sortir grâce à la musique.

## Population
Le recensement national de 2007 fait état de 74 879 habitants à Arba Minch, tous citadins. Environ 56 % des habitants sont orthodoxes, 38 % sont protestants et 4 % sont musulmans.
En 2022, la population est estimée sur le même périmètre à 201 049 personnes avec une densité de population de 6 098 personnes par km2 et 33 km2 de superficie.